# Verdrag van Shimla
Het Shimla-pakt of Simla-verdrag is een verdrag dat op 2 juli 1972 werd gesloten tussen India en Pakistan en de betrekkingen regelt en de fundamenten neerlegt voor onderhandelingen tussen beide landen in de decennia erna. Het verdrag werd in Shimla ondertekend door de Pakistaanse president Zulfikar Ali Bhutto en de Indiase premier Indira Gandhi.
Sinds de oprichting waren beide landen verschillende malen betrokken in conflicten, crises en oorlogen, zoals de Eerste en de Tweede Kasjmiroorlog en de Bangladesh-oorlog. Beide staten verplichtten zich in het document om meningsverschillen via de vreedzame weg en bilaterale onderhandelingen op te lossen. Daarnaast werd een linie afgesproken waarin er een wapenstilstand heerste die Line of Control werd genoemd.